# Hestur
Hestur (far. wym. [hɛstʊɹ]; także Hestoy, wym. [hɛstɔi]; duń. Hestø) – jedna z wysp archipelagu Wysp Owczych, stanowiącego terytorium zależne Danii. Nazwa wyspy oznacza z farerskiego Koń i jest powiązana z nazwą mniejszej wyspy leżącej opodal, Koltur, której nazwa po polsku brzmiałaby Źrebię.

## Geografia
Wyspa Hestur zajmuje 6,1 km² powierzchni, co daje jej piętnaste miejsce pod tym względem w całym archipelagu.

### Położenie
Hestur jest położona w centralnej części archipelagu. Na południowym wschodzie widoczne są wody cieśniny Skupunarfjørður, a za nimi rozciąga się Morze Norweskie. Podobny widok zaobserwować można na zachodzie, gdzie znajdują się wody Oceanu Atlantyckiego. Na południu, za Skupunarfjørðurem, jest wyspa Sandoy z widoczną osadą Skopun. Na północy, za cienkim fiordem Hestsfjørður znajduje się Streymoy, największa wyspa archipelagu, natomiast na północnym zachodzie, przedzielona cieśniną Kolturssund widoczna jest wyspa Koltur.
Najdalej na południe wysuniętym punktem wyspy jest przylądek Skútin, na południe Hestsboði, na zachód Byrgistakkur, a na wschód Hvannagjógv.

### Ukształtowanie wyspy
Wyspa Hestur jest górzysta, choć posiada jedynie trzy szczyty, to tworzą one razem dość długie pasmo górskie. Dwa najwyższe wzniesienia znajdują się na północno-zachodnim krańcu wyspy. Są to: Múlin i Eggjarrók, oba mające po 421 m n.p.m. Dalej na południe wyspa wyraźnie się załagadza, by na południowym wschodzie znów nieco się wypiętrzyć do 269 metrów (szczyt Nakkur). Na niskim i bardziej płaskim południu znajduje się jedyne jezioro Hestur zwane Fagradalsvatn. Odchodzi od niego jedna rzeczka, wpadając następnie do wód Skupunarfjørður.
Tereny zamieszkane znajdują się po wschodniej stronie, a na południu ustawiono latarnię morską. Zachodnie brzegi wyspy zajmuje spora kolonia nurzyków. Do skał po zachodniej stronie wyspy, gdzie znajdują się owe kolonie, kursuje statek wycieczkowy Norðlýsið z Tórshavn. Przepływa on okolicznymi grotami, gdzie odbywają się także koncerty, z uwagi na świetną akustykę tych miejsc.

## Historia
Na Hestur zawsze istniała tylko jedna osada, jednak kiedyś umieszczona była ona w innym miejscu, zwanym Hælur, znajdującym się bardziej na południu, gdzie do dziś można podziwiać pozostałości wikińskich budowli z okresu średniowiecza. Niewiele wiadomo o losach ludności na wyspie aż do XX wieku. W 1919 roku doszło do wypadku łodzi w czasie połowu ryb. Utonęła wtedy większość mężczyzn z osady, przez co znacznie spadła jej liczebność. Chcąc zapobiec podobnym incydentom i przyciągnąć ludność do miejscowości, wybudowano tam basen w 1974 roku. Kościół w osadzie zbudowano w roku 1910 w miejscu zniszczonego tradycyjnego kościoła farerskiego.
Kiedyś Hestur leżał w osobnej gminie zwanej Hests kommuna, jednak w wyniku redukcji liczby gmin w 2005 roku wyspa została włączona do Tórshavnar kommuna, w której znajduje się do dzisiaj. Liczba ludności w jedynej osadzie stale spada. Jeszcze w 1985 roku mieszkało tam 58 osób, dziś już tylko 38.

## Transport
Istnieje tylko jedna możliwa droga dostania się na wyspę Hestur. Osoby zmotoryzowane muszą skorzystać z promu linii Smyril Line kursującym na trasie Gamlarætt (Streymoy) – Hestur – Skopun (Sandoy), kursujący pięć razy dziennie. W sferze planów leży także projekt tunelu Sandoyartunnilin, który miałby łączyć wyspy Streymoy z Sandoy, a przy okazji obejmować także leżącą między nimi wyspę Hestur. Realizacja tego projektu przewidziana jest na rok 2014. Jego łączna długość ma wynosić około 12 km, co sprawiłoby, że byłby to jeden z najdłuższych tuneli drogowych świata.